# Église Saint-Étienne de Fontarède
Pour les articles homonymes, voir Église Saint-Étienne.
L'église Saint-Étienne est une église catholique située à Moncaut, en France.

## Localisation
L'église Saint-Étienne est située au lieu-dit Fontarède, sur le territoire de la commune de Moncaut, dans le département français de Lot-et-Garonne.

## Historique
Le nom d'une source fons-frigida, source ou fontaine aux eaux froides, a donné le nom Fonfrède au village. Une tradition locale fait construire l'église sur les vestiges d'un temple romain, mais sans preuve pour Georges Tholin.
L'église a été construite au XIIe siècle.
Georges Tholin signale dans son étude des vestiges d'éléments du XIVe siècle dans le chœur mais qui ne sont plus visibles ainsi qu'une charpente.
Le clocher est édifié au XVIe siècle ainsi que l'ouverture de la porte sud, et peut-être la construction de la galerie sud.
Une fausse voûte a été réalisée en 1878, et une nouvelle toiture est achevée en 1938 par Roger Argouin d'après une inscription.
L'édifice est inscrit au titre des monuments historiques le 25 novembre 1958,.

## Description
D'après Georges Tholin, l'église se décompose en deux parties à peu près carrées, la nef et le sanctuaire :
- sanctuaire : longueur = 8,50 m - largeur = 7,50 m
- nef : longueur = 9,30 m - largeur = 8,50 m - hauteur = 11,60 m

L'église a un chevet plat.
La façade occidentale est décorée d'un étage d'arcades aveugles sur pilastres, celle du milieu est plus haute que les deux autres, avec deux petites fenêtres murées au second étage, et un pignon triangulaire. Le portail s'ouvre sous l'arcade du milieu. Les archivoltes de la porte sont composées d'un tore entre deux bandeaux. Les chapiteaux des deux colonnes élevées dans les jambages sont historiés et ornés de rinceaux sur leurs abaques. Au-dessus du portail et sous l'arcature se trouve une représentation du Christ triomphant. Il est à-demi assis, bénit de la main droite et porte un volumen dans la main gauche.

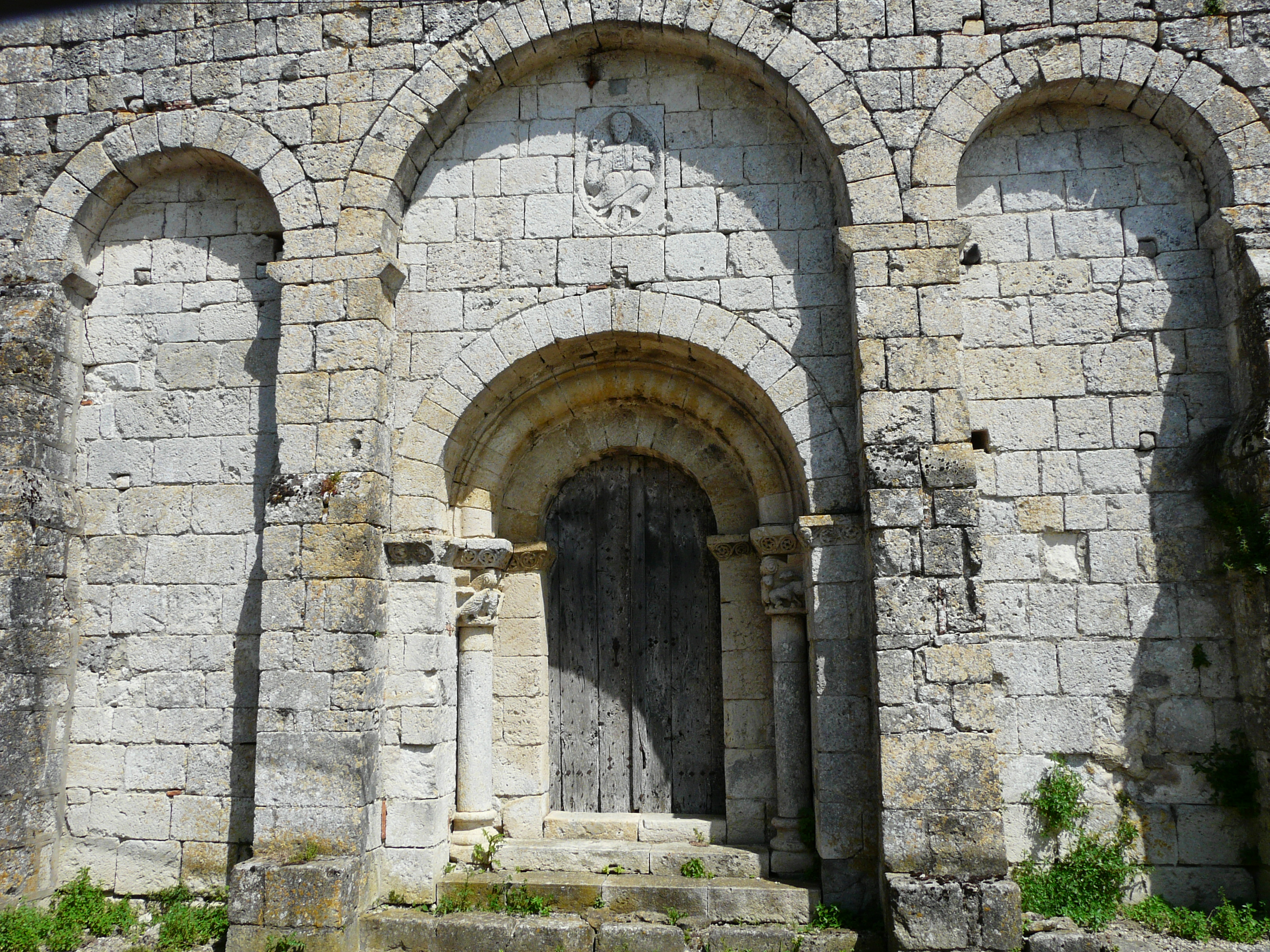
Façade occidentale : arcatures
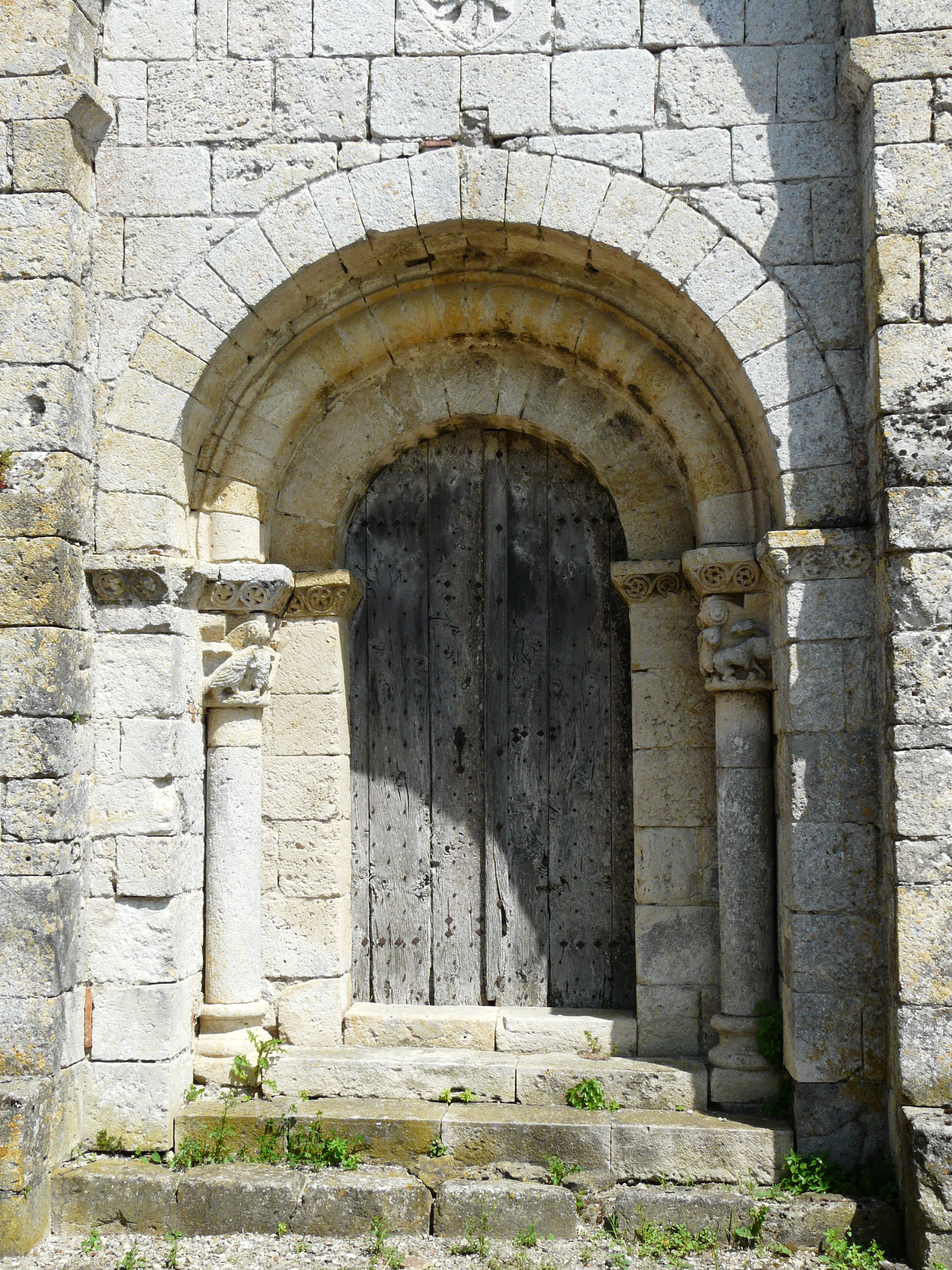
Façade occidentale : portail
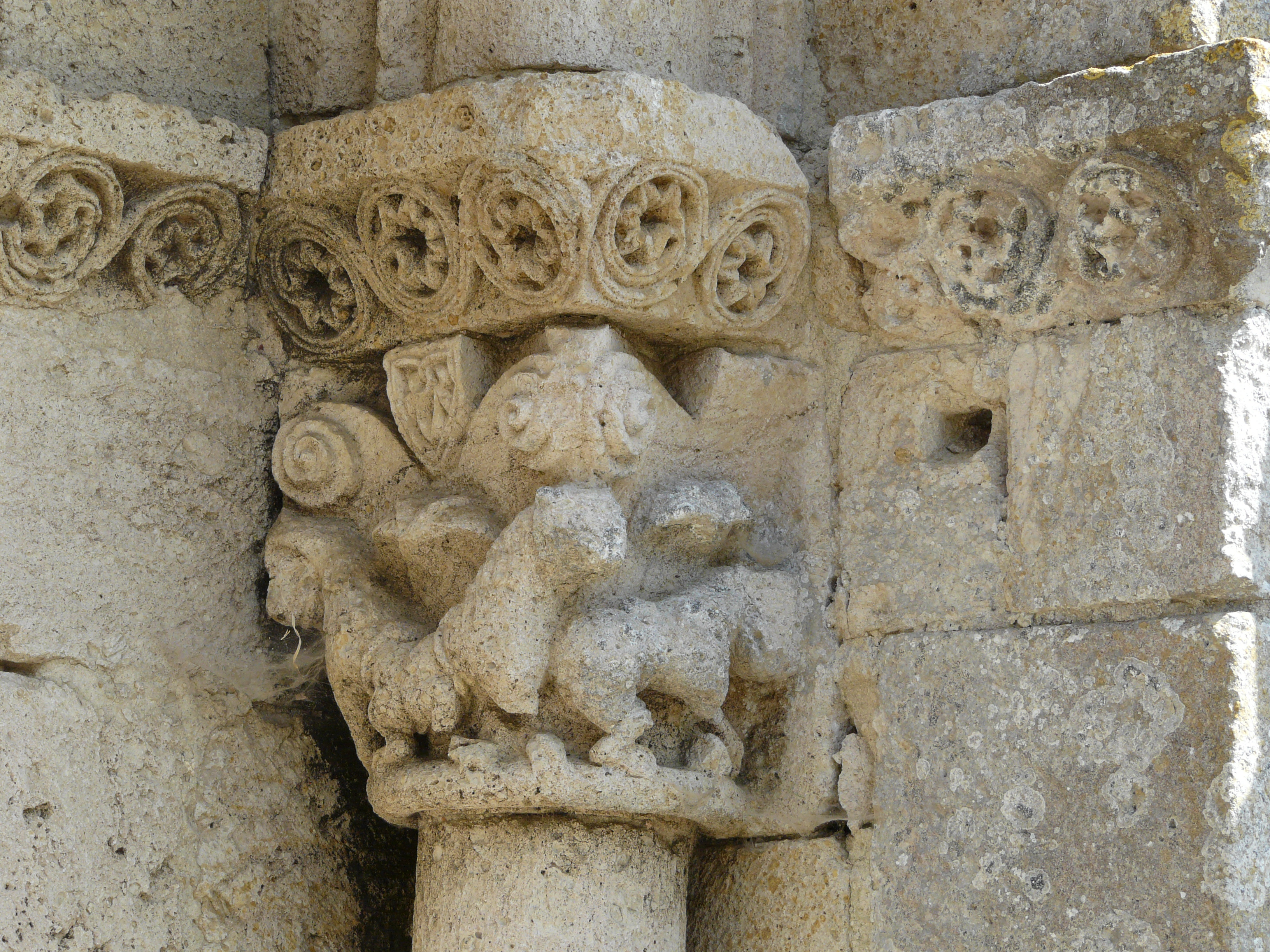
Façade occidentale : chapiteau du portail
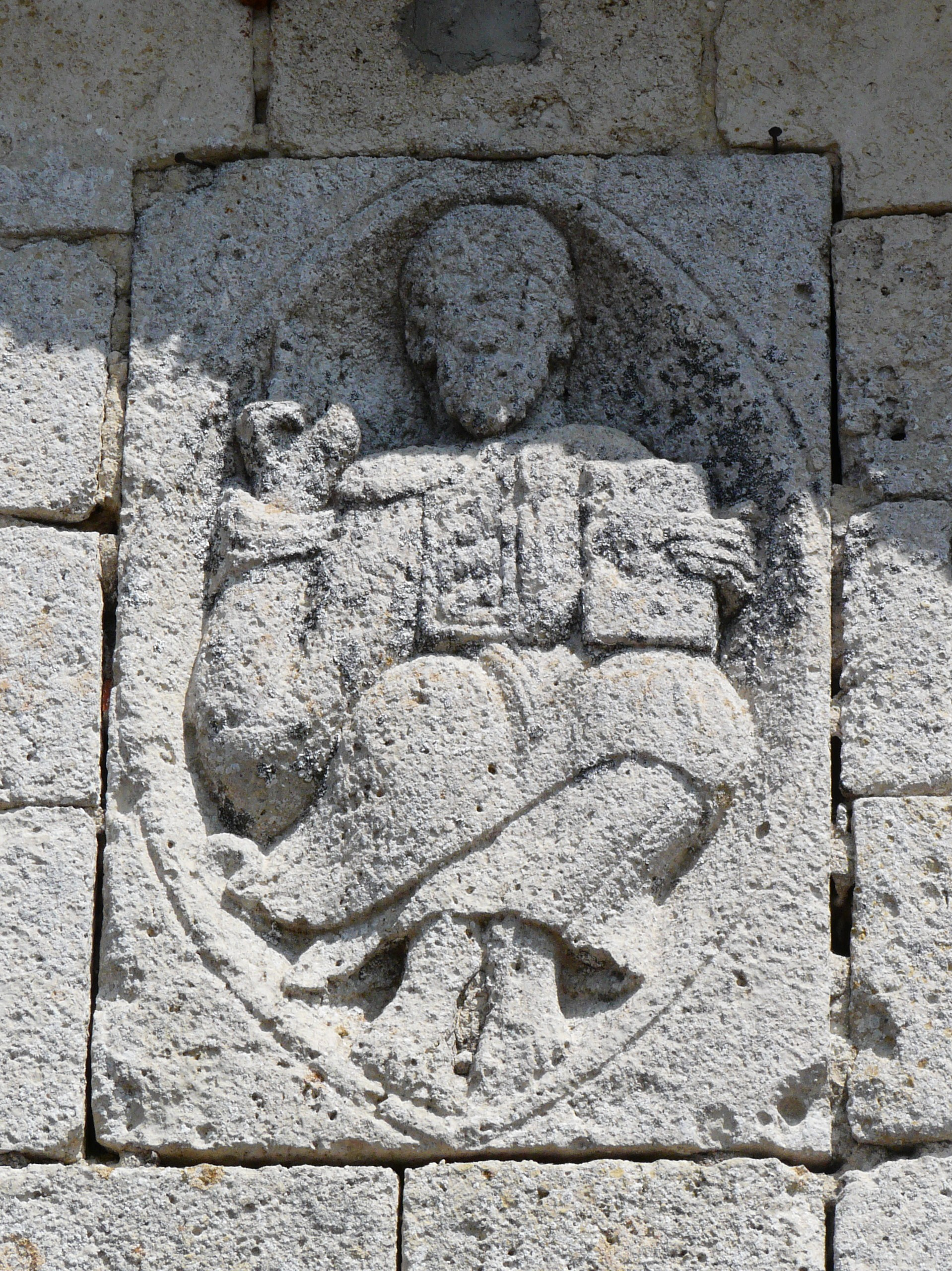
Façade occidentale : Christ triomphant
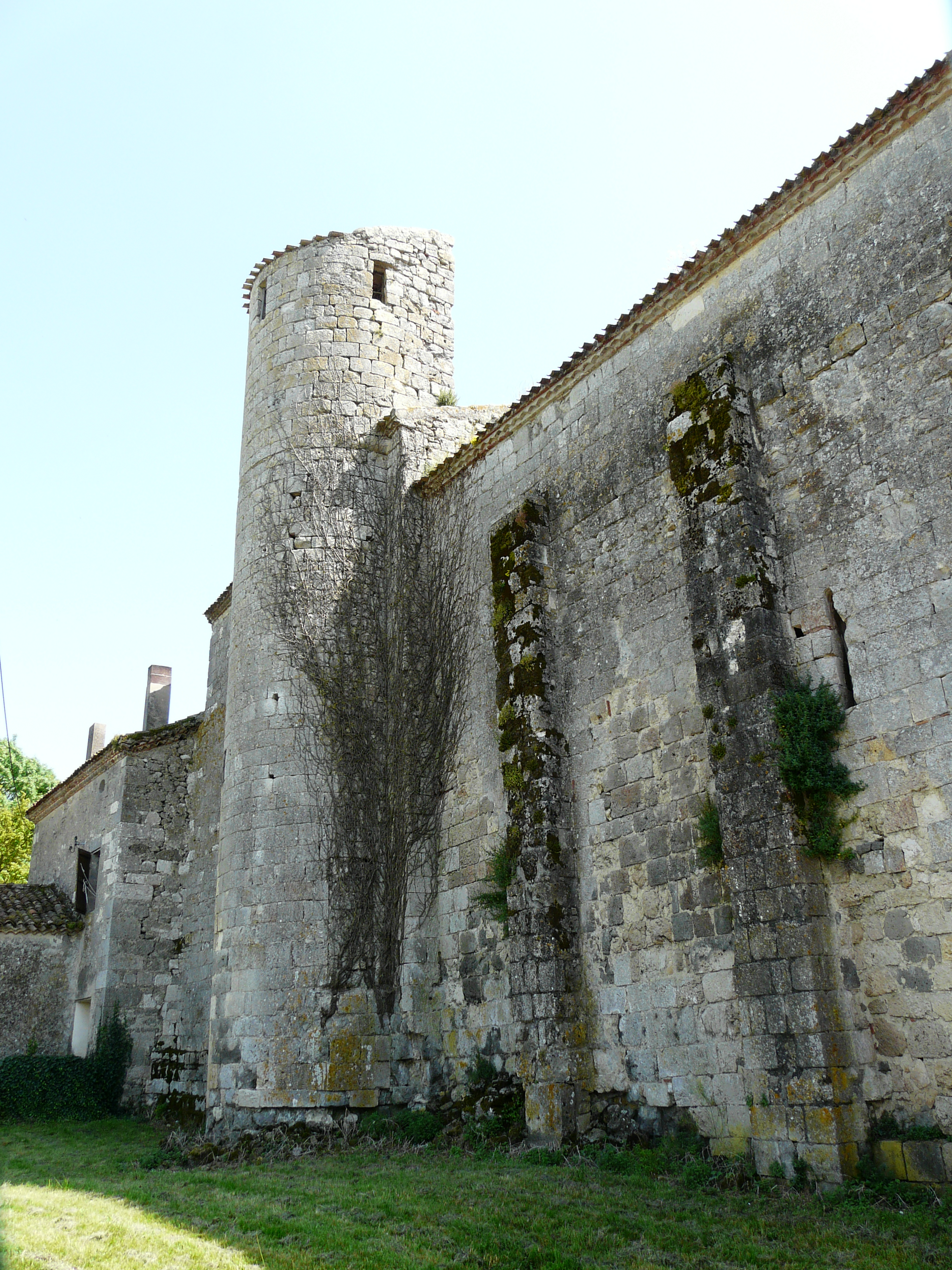
Tourelle d'escalier accolée côté nord et contreforts de la nef

Une tourelle semi-circulaire est accolée au mur de clôture du côté nord, et sert à la fois d'escalier et de clocher. La nef est munie de contreforts.